# Cerastium subtriflorum
Cerastium subtriflorum là loài thực vật có hoa thuộc họ Cẩm chướng. Loài này được Dalla Torre & Sarnth. mô tả khoa học đầu tiên năm 1909.